# Blizzard Island
Blizzard Island ist eine Insel vor der Georg-V.-Küste im Australischen Antarktis-Territorium. Sie gehört zu den Mackellar-Inseln vor dem Kap Kap Denison in der Commonwealth-Bucht und liegt nordöstlich von Lassesen Island.
Teilnehmer der Australasiatischen Antarktisexpedition (1911–1914) unter der Leitung des australischen Polarforschers Douglas Mawson entdeckten sie. Benannt ist die Insel nach einem bei der Forschungsreise geborenen Schlittenhundwelpen. Dieser wiederum war benannt nach den Wetterbedingungen, mit denen die Expeditionsteilnehmer am Kap Denison konfrontiert waren.